# Pardosa pauxilla
Pardosa pauxilla là một loài nhện trong họ Lycosidae.
Loài này thuộc chi Pardosa. Pardosa pauxilla được M. E. Montgomery miêu tả năm 1904.